# Anillo de Einstein

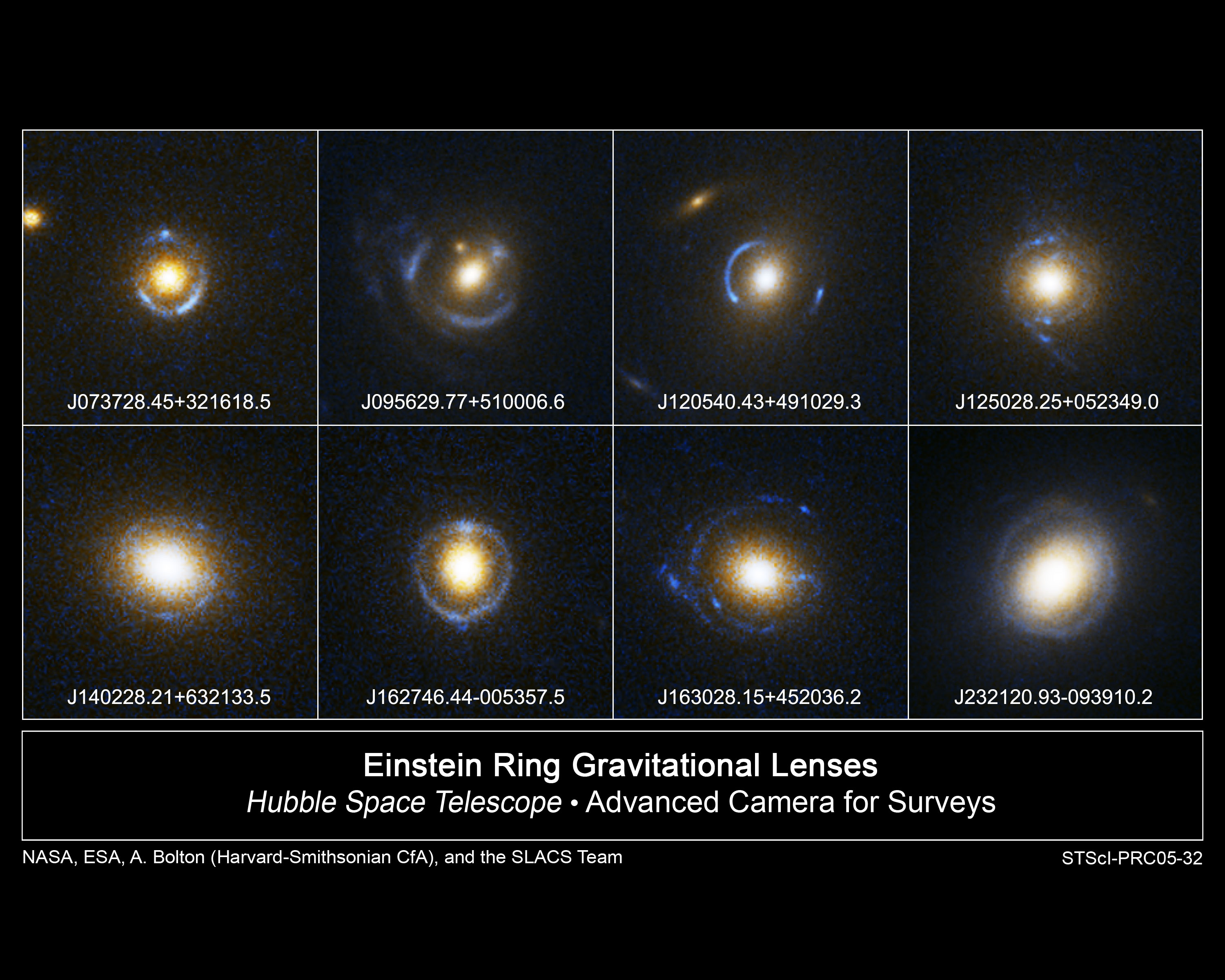
Anillos de Einstein vistos por el Hubble.

En astronomía de observación, un anillo de Einstein (anillo de Jvolson) es una deformación de la luz de una fuente lumínica (como una galaxia o una estrella) en anillo por la desviación gravitacional de la luz por una lente (como otra galaxia,  o materia oscura de un agujero negro). Esto ocurre cuando la fuente, la lente y el observador están del todo alineados; de no ser así, el anillo es parcial.

## Historia
El doblamiento de la luz por un cuerpo gravitacional fue predicho por Einstein en 1912, unos años antes de la publicación de la teoría de la relatividad general en 1916. El efecto de anillo fue mencionado por vez primera en la literatura académica por el físico ruso Orest Jvolson (1852-1934) en 1924. Albert Einstein comentó en 1936 este efecto, pero declarando:

Desde luego, no hay ninguna esperanza de observar este fenómeno directamente. Primero, apenas alguna vez nos acercaremos bastante estrechamente con una línea tan central. Segundo, el ángulo β desafiará el poder de resolución de nuestros instrumentos.
Albert Einstein

En esta declaración β es el radio de Einstein, modernamente denotado θE. Einstein solo consideraba la posibilidad de observar un anillo producido por estrellas, que es baja; sin embargo, la posibilidad de observar aquellos producidos por lentes más grandes como galaxias o agujeros negros es más alta dado que el tamaño angular de los anillos de Einstein crece con la masa de la lente.

## Introducción
La desviación gravitacional de la luz es un resultado de la Teoría de la Relatividad General de Albert Einstein. La luz de una fuente que viaja, en vez de hacerlo en una línea recta (tridimensional), es desviada (doblada) por la presencia de un cuerpo masivo, que deforma el espacio-tiempo. Un anillo de Einstein es un caso especial de desviación gravitacional de la luz, causado por la alineación exacta de la fuente, la lente y el observador. Esto causa una simetría alrededor de la lente, causando una estructura parecida a un anillo.

## Simbología
| Símbolo                     | Nombre                               | Unidad     |
| --------------------------- | ------------------------------------ | ---------- |
| {\displaystyle M}           | Masa de la lente                     | kg         |
| {\displaystyle \theta _{E}} | Radio de Einstein                    | rad        |
|                             | Constantes                           |            |
| {\displaystyle c}           | Velocidad de la luz                  | m / s      |
| {\displaystyle G}           | Constante gravitacional              | N m2 / kg2 |
|                             | Distancias                           |            |
| {\displaystyle d_{L}}       | Distancia hacia la lente             | m          |
| {\displaystyle d_{F}}       | Distancia hacia la fuente            | m          |
| {\displaystyle d_{LF}}      | Distancia entre la lente y la fuente | m          |

## Descripción
El tamaño del anillo de Einstein es:
{\displaystyle \theta _{E}=\left[{\frac {4\ G\ M}{c^{2}}}\left({\frac {d_{LF}}{d_{L}\ d_{F}}}\right)\right]^{1/2}}

## Anillos conocidos
En la actualidad se conocen cientos de anillos de Einstein. Cerca de media docena de ellos son anillos parciales, con diámetros de hasta un arcosegundo, sin embargo en la mayoría, o la distribución de masa es irregular, o no existe una alineación perfecta, por lo que no se ha observado un anillo perfecto.
El primer anillo de Einstein prácticamente completo, designado B1938+666, fue descubierto en un trabajo de colaboración entre la Universidad de Mánchester y el Telescopio espacial Hubble de NASA en 1998.

## Anillos dobles

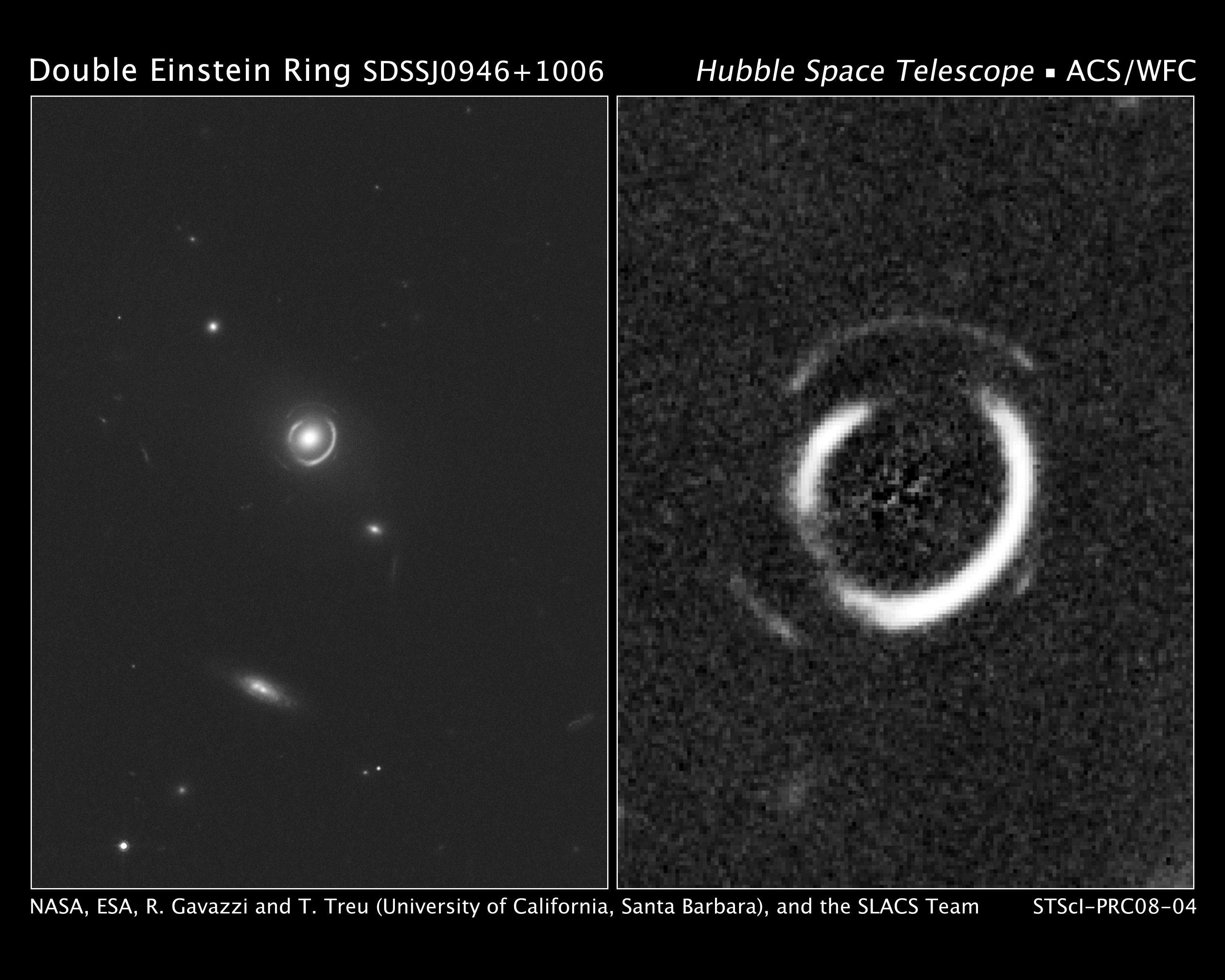
SDSSJ0946+1006 Doble anillo de Einstein.
Crédito: Telescopio espacial Hubble/NASA/ESA.

Usando el Telescopio espacial Hubble ha sido posible detectar un anillo de Einstein doble. Fue encontrado por Raphael Gavazzi del Space Telescope Science Institute y Tommaso Treu de la Universidad de California, Santa Bárbara. Este nos llega de tres galaxias, a distancias de 3, 6 y 11 mil millones de años luz. 
Este tipo de anillos ayudan a entender la distribución de la materia y energía oscuras, la naturaleza de las galaxias lejanas y la curvatura del universo. Las probabilidades de encontrar tales anillos han sido estimadas de 1 entre 10 000. La observación de 50 dobles anillos entregaría a los astrónomos mediciones más exactas sobre el contenido de materia oscura del Universo, y sobre el estado de la energía oscura, dentro de un 10% de precisión.